# Operación Escorpión
La Operación Escorpión fue un operativo militar que llevó a cabo la SEDENA, entre el 28 de agosto y el 31 de octubre de 2011, en los estados de Coahuila, Nuevo León, Tamaulipas y San Luis Potosí.
Durante el operativo militar se repelieron un total de 75 agresiones del crimen organizado.

## Aseguramientos
- 130 personas liberadas
- 1,093 agresores detenidos
- 50,032.64 kg de marihuana
- 18,765 dosis de marihuana
- 26.256 kg de cocaína
- 12,417 dosis de cocaína
- 4.286 kg de cocaína en piedra
- 40,553 dosis de cocaína en piedra
- $MX 11'720,642 pesos mexicanos
- $US 910,000 dólares estadounidenses
- 735,843 litros de combustibles
- 34 T de acero
- 3,099 armas de fuego
- 14,272 cargadores
- 381,706 cartuchos de varios calibres
- 345 granadas
- 28 lanzagranadas
- 7 armas antitanque
- 4 cohetes
- 40 motocicletas
- 49 remolques de diferentes tipos
- 9 embarcaciones
- 1,355 vehículos (62 de ellos blindados)
- Equipo táctico
- Uniformes
- Chalecos antibala
- Fornituras
- Equipo de comunicaciones
- 53 taxis piratas
- + de 3,000 refacciones automotrices con reporte de robo
- Se clausuraron 27 casinos
- Se clausuraron 22 giros negros
- 492 policías detenidos
- 175 policías consignados
- 112 agresores abatidos
- 75 agresiones repelidas
- 2 militares muertos en cumplimiento de su deber
- 18 efectivos resultaron heridos